# الزفت (فلم)
الزفت هو فيلم كوميدي مغربي صدر سنة 1984، من كتابة وإخراج الطيب الصديقي، وبطولة كل من الطيب الصديقي، وثريا جبران، ونور الدين بكر، وأمينة عمر الصديقي، وعبد الهادي ليتيم، وحسن فولان، وميلود الحبشي. تدور القصة حول قرية تعيش صراعًا بين التقاليد والحداثة، حيث وُضع ضريح ولي في أرض فلاح فقير، وجرى تغيير مسار الطريق السيار لتجنب لعنة الضريح.
قصة الفيلم مُقتبسة عن مسرحية «سيدي ياسين في الطريق» التي سبق أن الّفها الطيب الصديقي سنة 1965.

## القصة
يحكي الفيلم قصة قرية تعيش بوادر حياة انتقالية وسط مجموعة من المتغيرات التي يفرضها إيقاع العصرنة وتفرضها الرغبة في تجاوز هذه الازدواجية المتمثلة في الارتباط بتقاليد الماضي والتطلع إلى الحداثة، حداثة لازال طلابها و الراغبين في تجذير أسسها على الأرض المغربية، يؤمنون بكرامة رجل عاش 120 سنة، أُقيم له ضريح على شاكلة أولياء الله الصالحين، مقام لم يجد له أهل القرية مكانا، سوى قطعة أرض بوعزة الفلاح الفقير، الذي لم يستطع رد الأرض أو المسكن، المسكن الذي سلب منه مثلما سلبت الأرض من قبل، بعد مجيء مشروع الطريق السيار، طريق تمت هندسته بشكل أعوج كي يلتف مبتعدا عن مقام الولي، تجنبا للعنته القاتلة.

## طاقم التمثيل
- الطيب الصديقي بدور بوعزة
- ثريا جبران بدور طامو
- نور الدين بكر بدور الكريمي
- أمينة عمر الصديقي بدور يطو
- عبد الهادي ليتيم بدور القائد
- حسن فولان بدور حمان
- ميلود الحبشي بدور خالي عدي
- مصطفى سلمات بدور الوافي
- محمد الدمرواي بدور لعربي
- علي إسماعيلي بدور حمادي
- عبد الرحيم المحجوبي بدور عبد الله
- محمد أبو صواب بدور الحطاب
- حميد نجاح بدور الرجل الأعمى الأول
- محمد عفيفي بدور الرجل الأعمى الثاني
- الشعيبية العدراوي بدور المرأة التعيسة
- مصطفى خليلي بدور المغني المتسول
- حميد الزوغي بدور التقني
- زكية الطاهري بدور سيدة المقهى

## جوائز
سنة 1984، حصل الفيلم على جائزة العمل الأول في أيام قرطاج السينمائية.

## روابط خارجية
- مقالات تستعمل روابط فنية بلا صلة مع ويكي بيانات